# Arnaldo Tamayo Méndez
Arnaldo Tamayo Méndez (ur. 29 stycznia 1942 w Guantánamo, Kuba) – generał brygady, pilot wojskowy, pierwszy obywatel Kuby w przestrzeni kosmicznej.

## Wykształcenie i służba wojskowa
W wieku 13 lat rozpoczął pracę w fabryce mebli. W 1959 został aktywistą organizacji młodzieżowej popierającej rewolucję. Wkrótce potem rozpoczął naukę w Instituto Tecnologico „Ejercito Rebelde”. Po ukończeniu Instytutu w 1961 zaproponowano mu, aby został pilotem wojskowym. Na przeszkolenie wyjechał do ZSRR do jednej z wojskowych uczelni lotniczych, gdzie opanował pilotaż samolotu MiG-15. Na Kubę powrócił w 1962 i rozpoczął służbę w Kubańskich Siłach Powietrznych. Podczas kryzysu kubańskiego jesienią 1962 wykonał ponad 20 lotów bojowych. W 1971 został absolwentem wyższej szkoły Rewolucyjnych Sił Zbrojnych im. Antonio Maximo Gomeza. Po zakończeniu nauki służył w brygadzie lotniczej stacjonującej w bazie Santa Clara. W 1975 został zastępcą dowódcy tej jednostki.

## Udział w programie Interkosmos

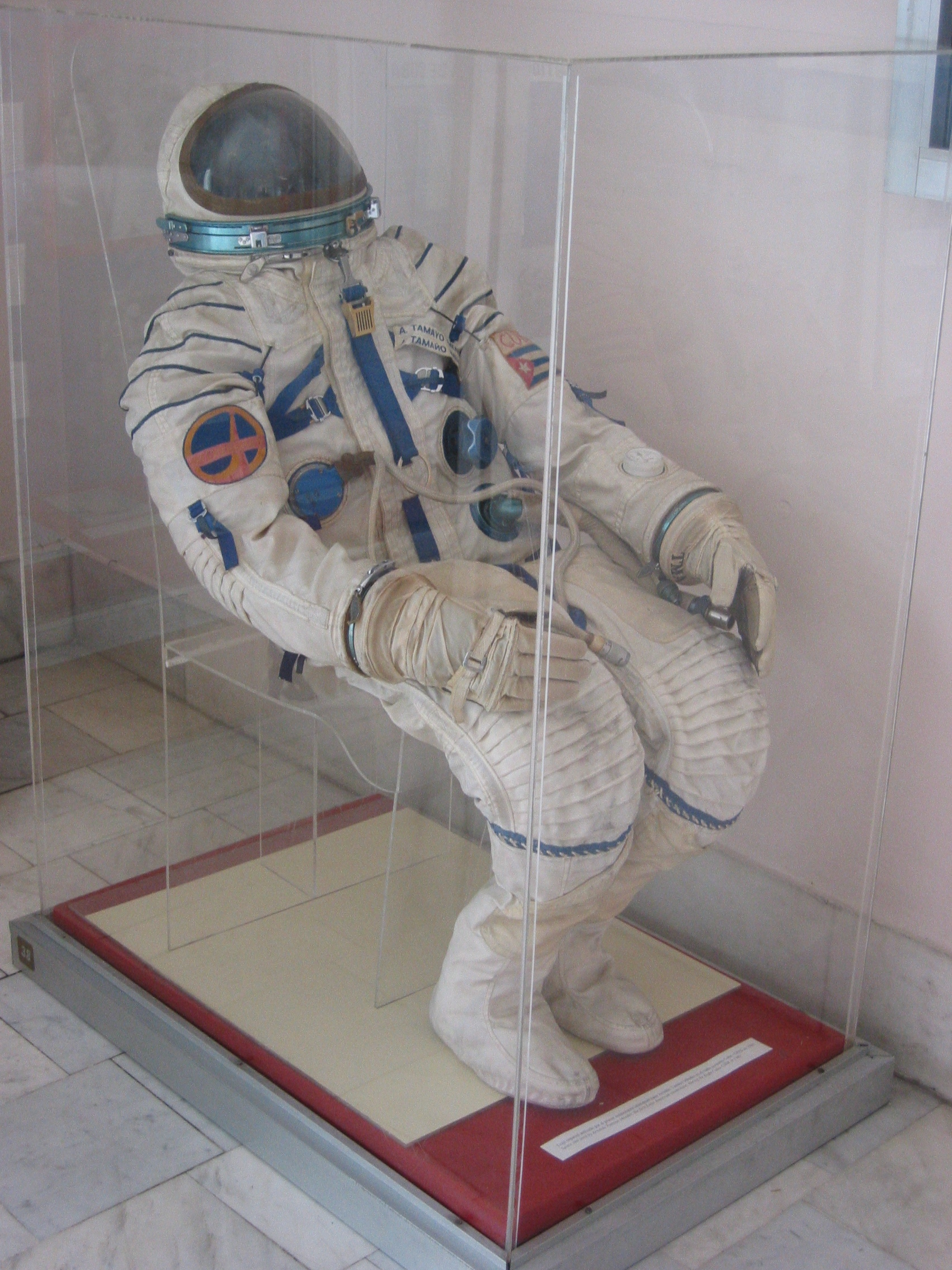
Skafander kosmiczny Méndeza

1 marca 1978 Arnaldo Tamayo Méndez i José Armando López Falcón zostali zakwalifikowani do dalszego szkolenia w Centrum Wyszkolenia Kosmonautów im. J. Gagarina w Gwiezdnym Miasteczku pod Moskwą. Odbywało się ono w ramach programu Interkosmos. Wkrótce potem obaj rozpoczęli przygotowania do lotu w kosmos. W październiku 1978 obu przydzielono do załóg dowodzonych przez doświadczonych radzieckich kosmonautów. Podstawową ekipą, w której znalazł się Tamayo Méndez był Jurij Romanienko. Załogą rezerwową dowodził Jewgienij Chrunow. Sam lot kosmiczny odbył się w dniach od 18 do 26 września 1980. Kosmonauci wystartowali na pokładzie statku kosmicznego Sojuz 38. Dzień po starcie nastąpiło połączenie kapsuły z kosmonautami ze stacją orbitalną Salut 6, na której przebywała trzecia stała załoga: Leonid Popow i Walerij Riumin. W czasie wspólnej pracy obu załóg przeprowadzono około 20 eksperymentów. Większość z nich dotyczyła badań z zakresu medycyny i biologii. Po zrealizowaniu wspólnych prac załoga radziecko-kubańska powróciła na Ziemię w kapsule Sojuza 38. Była to szósta załogowa misja realizowana w ramach programu Interkosmos.

## Po zakończeniu kariery kosmonauty
Po powrocie na Kubę Tamayo Méndez nadal służył jako pilot wojskowy. W sumie wylatał ponad 1400 godzin. Później był dyrektorem Komitetu Obrony Rewolucji. W latach 1981–1982 kierował Towarzystwem Wychowania Patriotyczno-Wojskowego SEPMI (Sociedad de Educacion Patriotico Militar) – kubańskim odpowiednikiem skautów. Był też wiceprezesem Towarzystwa Przyjaźni Kubańsko-Radzieckiej. Przez 4 kadencje był członkiem kubańskiego parlamentu – Zgromadzenia Narodowego Władzy Ludowej. W 1997, po awansowaniu go na stopień generała brygady, został naczelnikiem zarządu stosunków międzynarodowych w ministerstwie obrony. Obecnie na emeryturze.

## Odznaczenia i nagrody

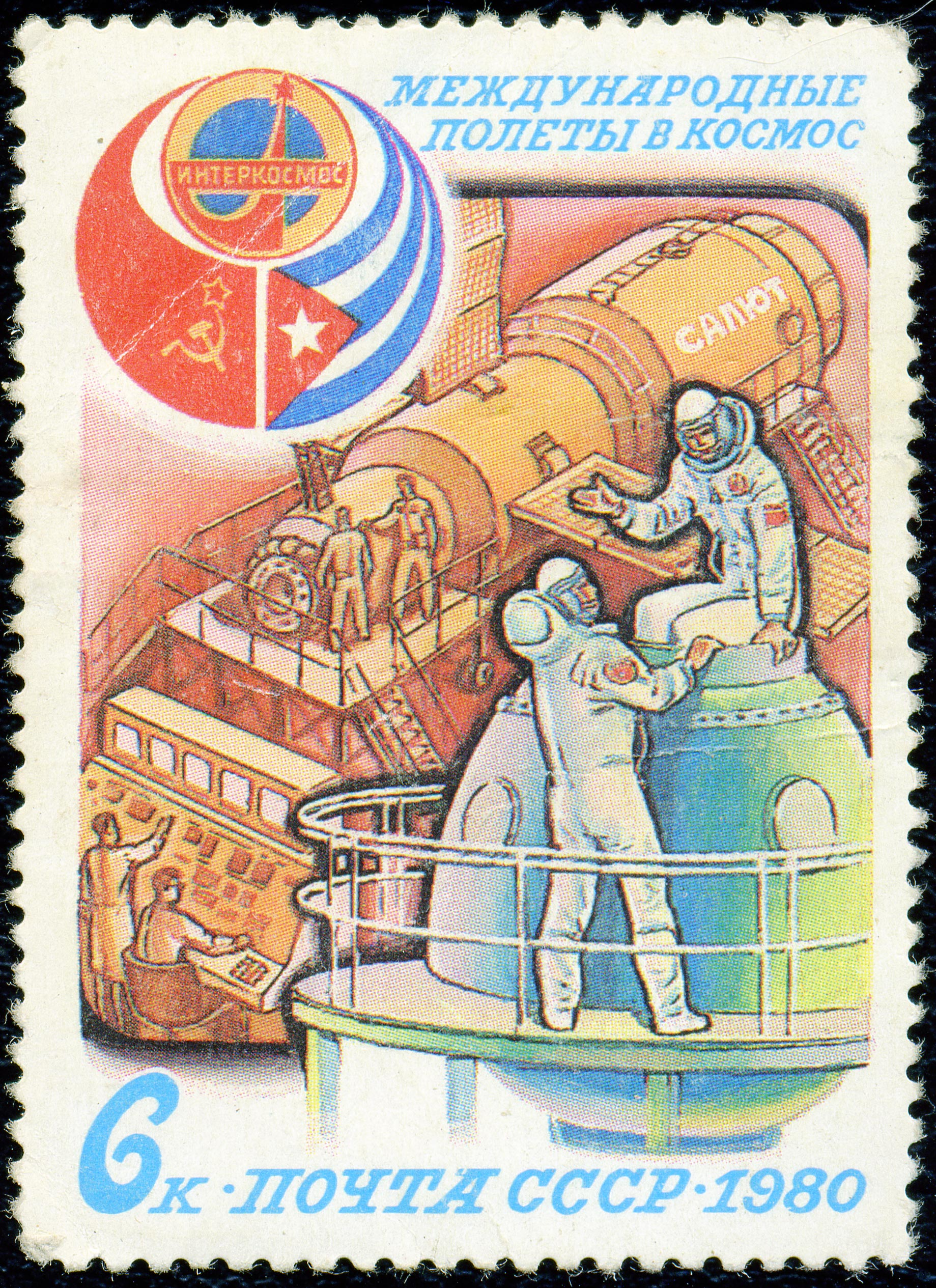
Znaczek pocztowy upamiętniający Sojuza 38

W 1980 po zakończonym locie otrzymał tytuł Bohatera Związku Radzieckiego (26 września 1980) i medal „Złotej Gwiazdy”. Odznaczony został także m.in. Orderem Lenina. Na Kubie nagrodzono go natomiast tytułem Bohatera Republiki Kuby oraz orderem Playa Giron.
Dekretem Prezydenta Federacji Rosyjskiej Dmitrija Miedwiediewa, № 437 z 12 kwietnia 2011, został odznaczony Medalem „Za zasługi w podboju kosmosu”.
Stowarzyszenie Uczestników Lotów Kosmicznych (Association of Space Explorers) przyznało mu Universal Astronaut Insignia za lot orbitalny (nr 97).

## Wykaz lotów
| Loty kosmiczne, w których uczestniczył Arnaldo Tamayo Méndez.             | Loty kosmiczne, w których uczestniczył Arnaldo Tamayo Méndez. | Loty kosmiczne, w których uczestniczył Arnaldo Tamayo Méndez. | Loty kosmiczne, w których uczestniczył Arnaldo Tamayo Méndez. | Loty kosmiczne, w których uczestniczył Arnaldo Tamayo Méndez. | Loty kosmiczne, w których uczestniczył Arnaldo Tamayo Méndez. | Loty kosmiczne, w których uczestniczył Arnaldo Tamayo Méndez. |
| №                                                                         | Data startu                                                   | Statek kosmiczny                                              | Data lądowania                                                | Statek kosmiczny                                              | Funkcja                                                       | Czas trwania                                                  |
| ------------------------------------------------------------------------- | ------------------------------------------------------------- | ------------------------------------------------------------- | ------------------------------------------------------------- | ------------------------------------------------------------- | ------------------------------------------------------------- | ------------------------------------------------------------- |
| 1                                                                         | 18 września 1980                                              | Sojuz 38                                                      | 26 września 1980                                              | Sojuz 38                                                      | Kosmonauta-badacz                                             | 7 dni 20 godzin 43 minuty i 24 sekundy.                       |
| Łączny czas spędzony w kosmosie – 7 dni 20 godzin 43 minuty i 24 sekundy. |                                                               |                                                               |                                                               |                                                               |                                                               |                                                               |